# Санта-Крус (Манила)
Санта-Крус — район в северной части города Манила, расположенный на правом берегу реки Пасиг близ её устья, граничит с районами Тондо, Бинондо, Киапо и Сампалок, а также районами Грейс-Парк и Баррио-Сан-Хосе в Калоокане и район Ла-Лома в Кесон-Сити. Район принадлежит к 3-му избирательному округу Манилы.

## История

### Испанская колониальная эпоха
До прихода испанских конкистадоров на Филиппинские острова район Санта-Крус был частично болотистой местностью, участками пашни, фруктовыми садами и частично рисовыми полями. Испанская экспедиция в 1581 году захватила территорию и передала её Обществу Иисуса.
Иезуиты построили первую римско-католическую церковь в районе, где находится нынешний приход Санта-Крус, 20 июня 1619 года. Иезуиты закрепили образ Вирхен-дель-Пилар в 1643 году, чтобы служить преимущественно китайским жителям в этом районе. Образ привлек множество поклонников, и вокруг него вырос популярный культ.
24 июня 1784 года король Испании Карлос III передал землю площадью около 2 км 2 (0,77 квадратных миль), которая была частью асьенды де Маялиге, больнице Сан-Ласаро, которая служила домом престарелых для прокаженных в Маниле то время.
В приходе Санта-Крус был построен небольшой парк, который соединил этот район с казармами испанской кавалерии, зданием, которое когда-то было Коллегией Сан-Ильдефонсо, управляемой иезуитами. В испанские времена в этом районе также была бойня и мясной рынок, а на севере было китайское кладбище.
На отцов-францисканцев была возложена обязанность заботиться о прокаженных в городе и, в частности, в больнице Сан-Ласаро. Отец Феликс Уэрта превратил Сан-Ласаро в убежище для страждущих на северном берегу реки Пасиг.

### Вторая мировая война
Во время Второй мировой войны японские оккупационные силы, не подозревая о быстро приближающемся освобождении объединёнными американскими и филиппинскими солдатами с севера, покинули в 1945 году северные берега реки Пасиг, включая Санта-Крус. Санта-Крус и большая часть северной части Манилы не пострадали от артиллерийского обстрела, и на сегодняшний день в Санта-Крус все ещё стоит ряд зданий и домов, построенных до Второй мировой войны.
Когда в июле 1946 года была окончательно создана Филиппинская республика, больничный комплекс Сан-Ласаро стал головным офисом Министерства здравоохранения страны.

## Знаменитые здания

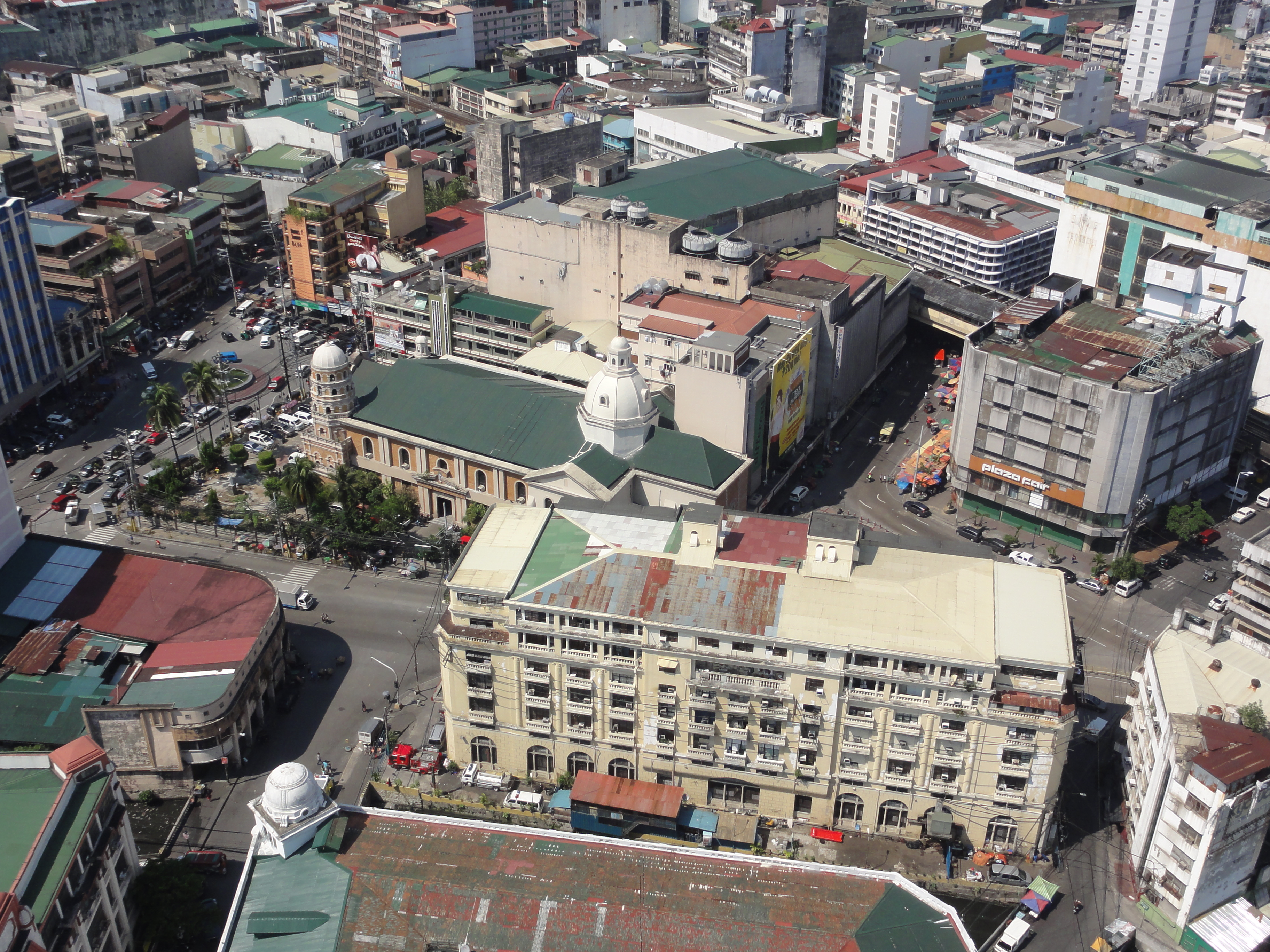
Вид с воздуха на Санта-Крус

### Церковь Санта-Крус
Первая церковь Санта-Крус была построена, когда аррабаль (пригород) Санта-Крус был основан иезуитами в начале 1600-х годов. Церковь претерпела множество реставраций и реконструкций, последняя реконструкция была проведена в 1950-х годах. Сегодня в церковной архитектуре используется силуэт фасада в стиле калифорнийской испанской миссии с обычным орнаментом в стиле филиппинского (азиатско-испанского стиля) барокко. Фасад церкви увенчан скульптурной статуей Вирхен-дель-Пилар, покровительницы церкви, праздник которой происходит каждое третье воскресенье октября и 12 октября.

### Кладбища
Санта-Крус является местом для старейших кладбищ Манилы, расположенных в северной части района, а именно кладбища Ла-Лома, китайского кладбища в Маниле и самого большого в городе, северного кладбища Манилы.

## Основные магистрали

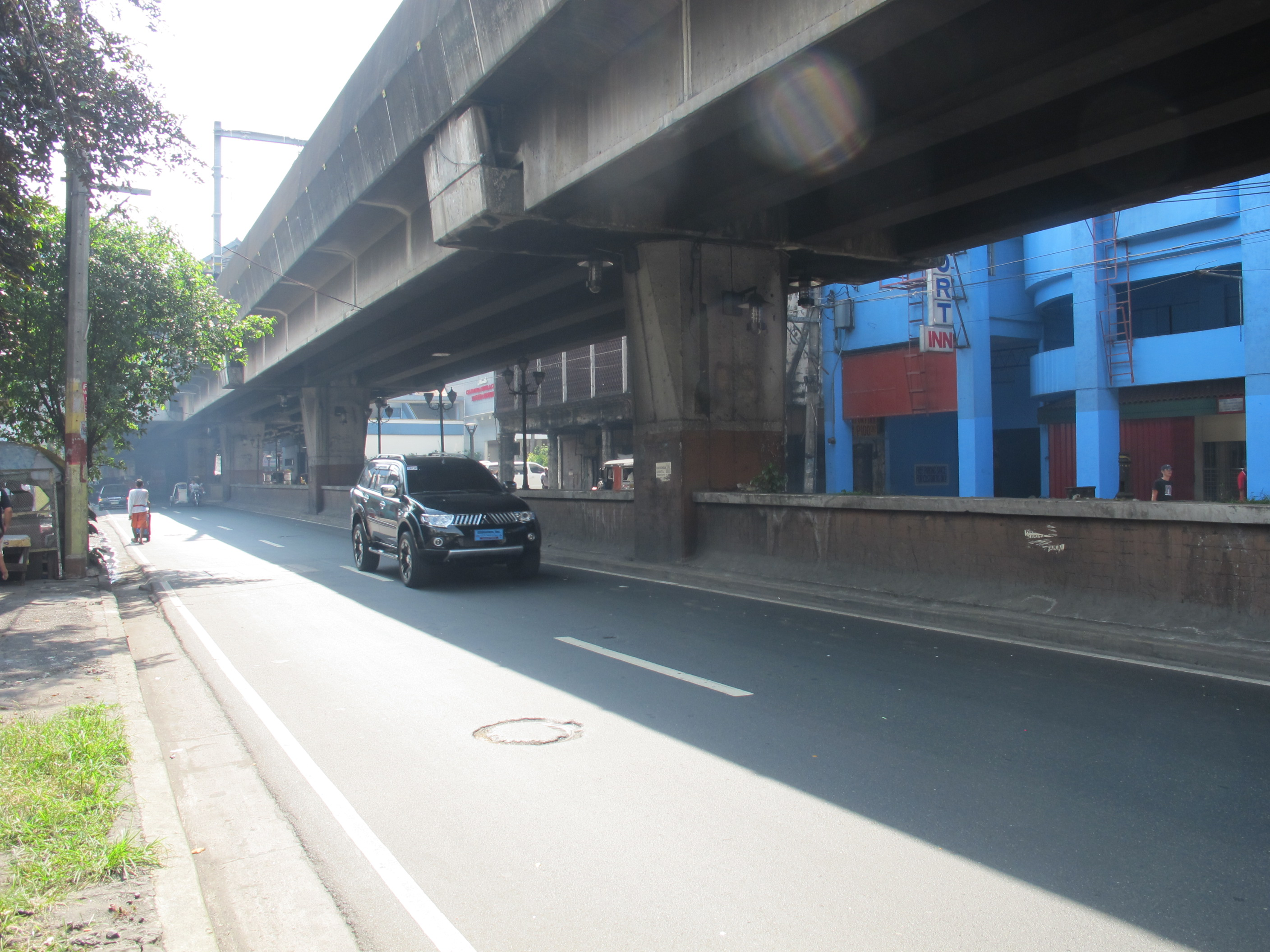
Проспект Рисаля

Проспект Рисаля — главная улица района. До района также можно добраться по следующим дорогам:
- Проспект Ректо
- Улица Таюман
- Блюментритт-роуд

Станции линии 1 LRT, расположенные в Санта-Крус, — это Каррьедо (совместно с Киапо), Доротео Хосе, Бамбанг, Таюман и Блюментритт (совместно с Тондо). У Филиппинских национальных железных дорог есть станция в Блюментритте. Джипни из Бакларана, Пасая, Валенсуэлы, Новаличеса и Калоокана проезжают через проспект Рисаля.

## Галерея

### Культовые здания

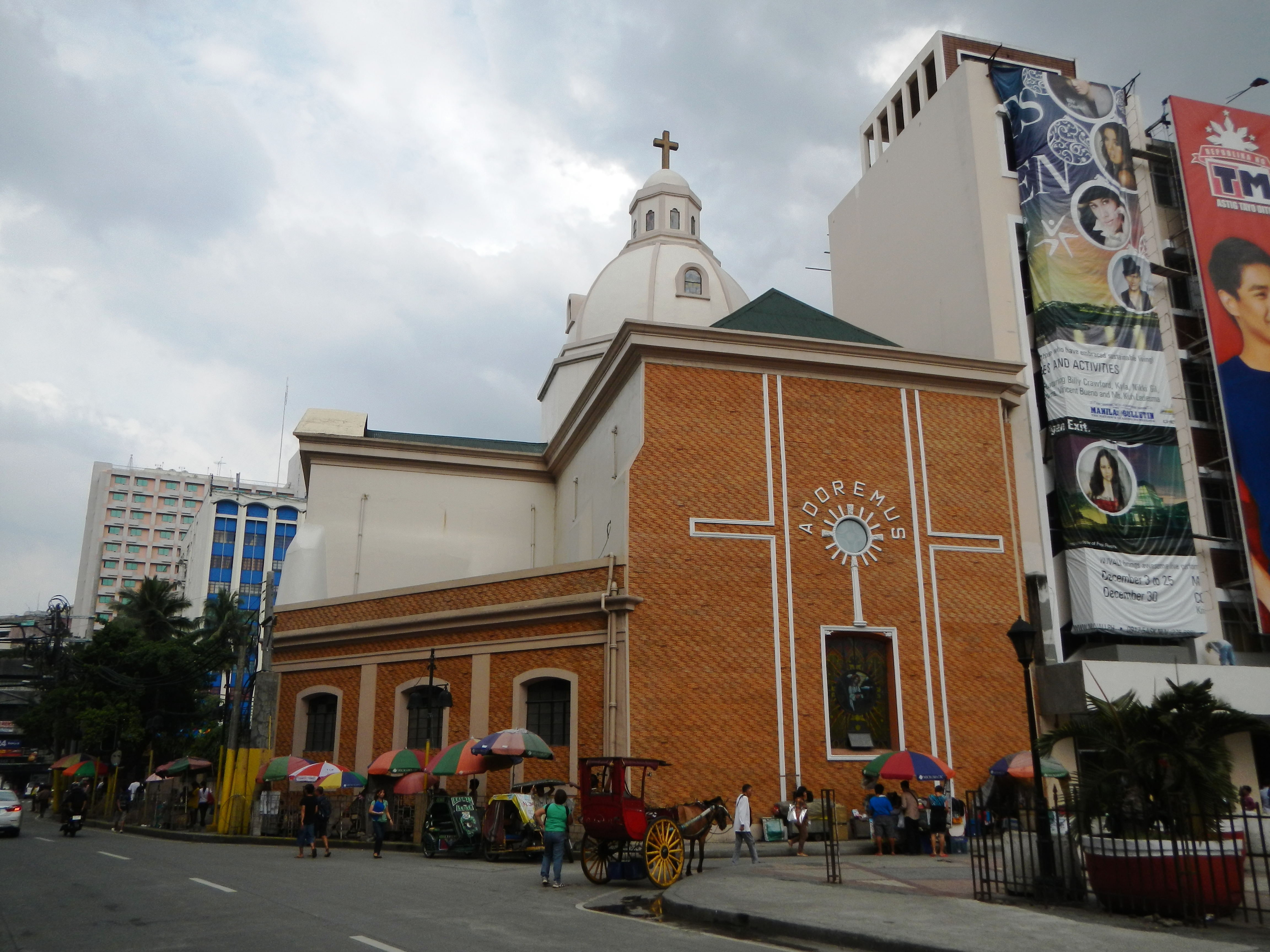
Церковь Санта-Крус
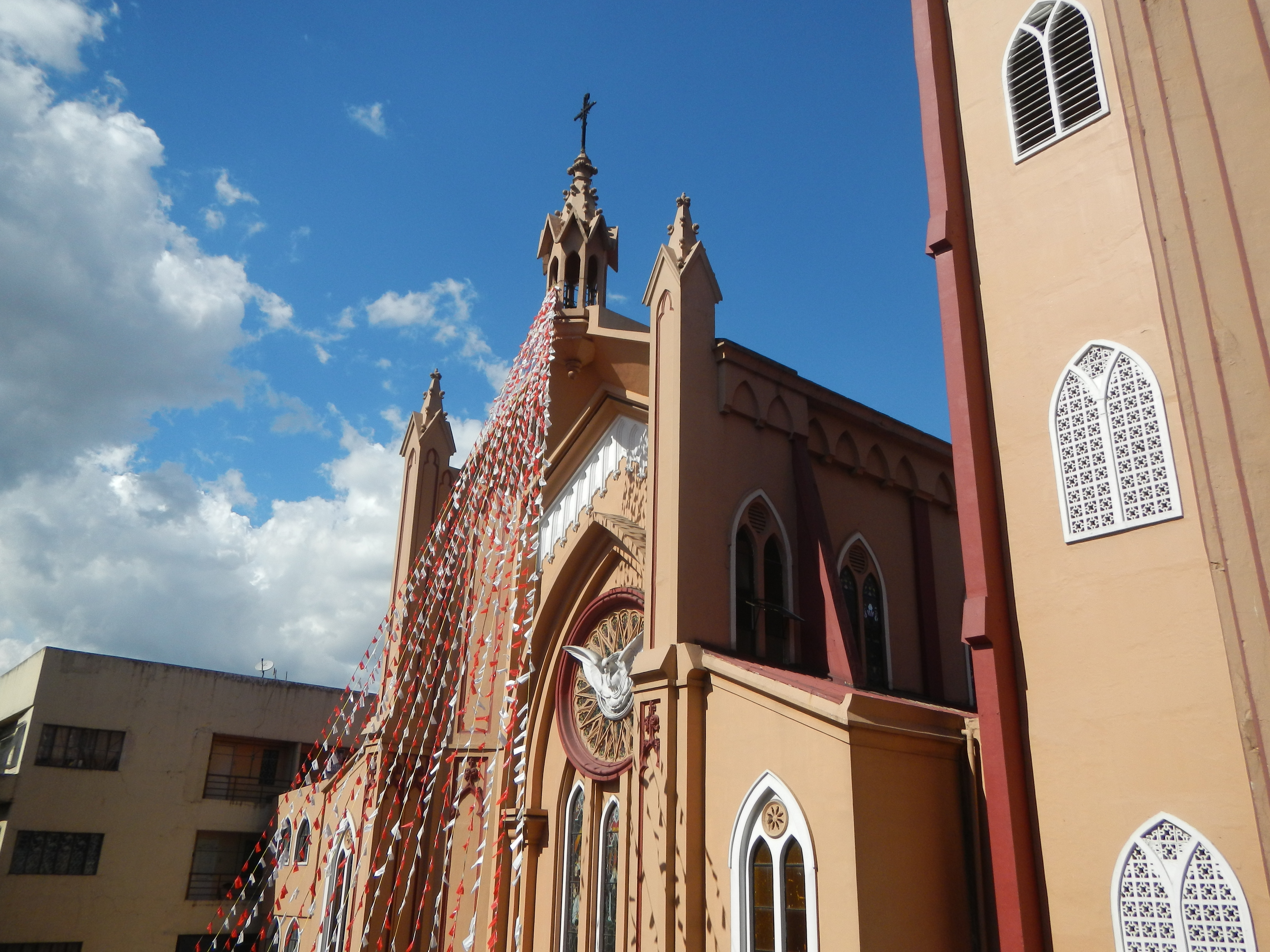
Приходская церковь Эспириту-Санто
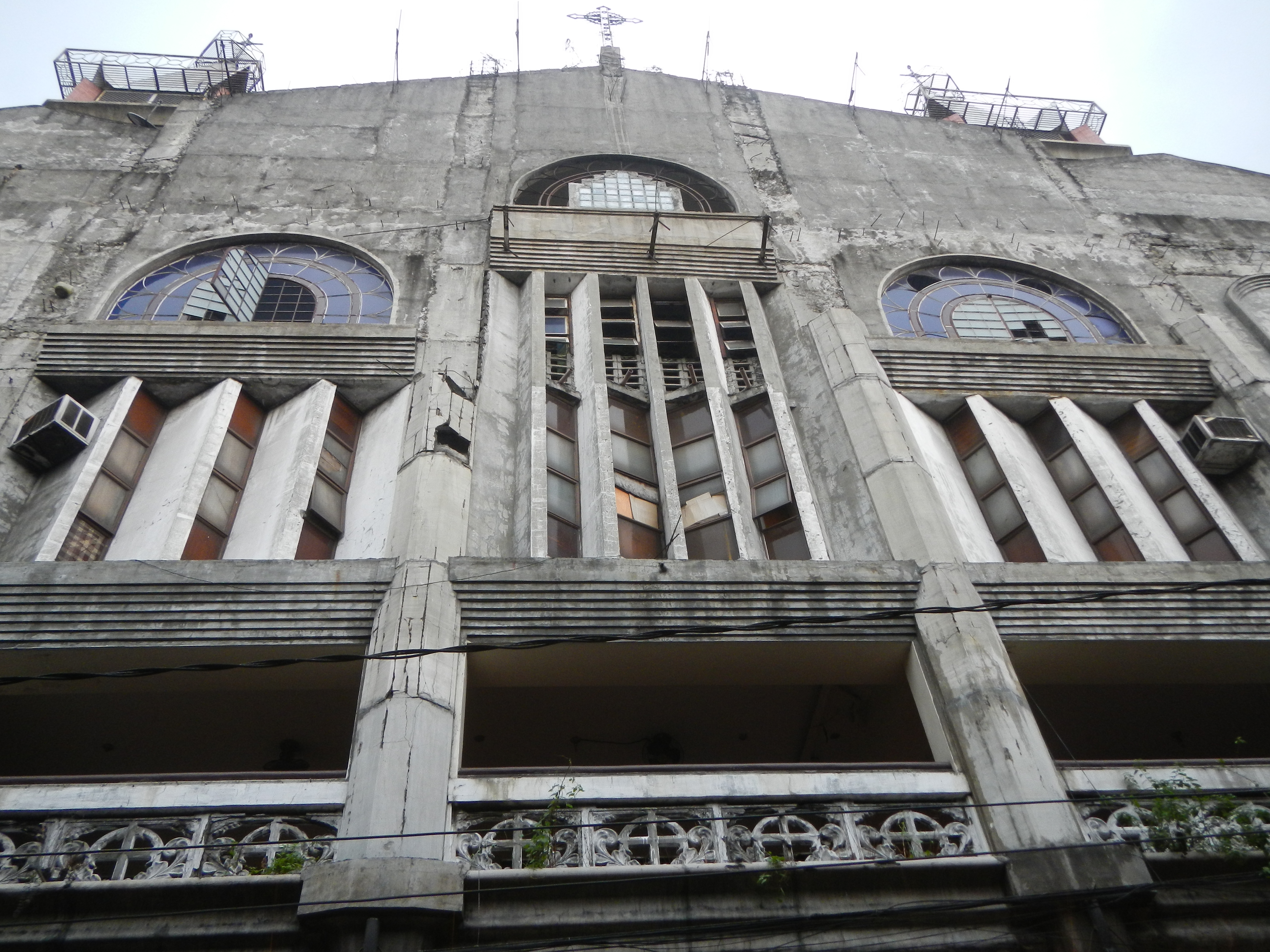
Церковь Сан-Роке
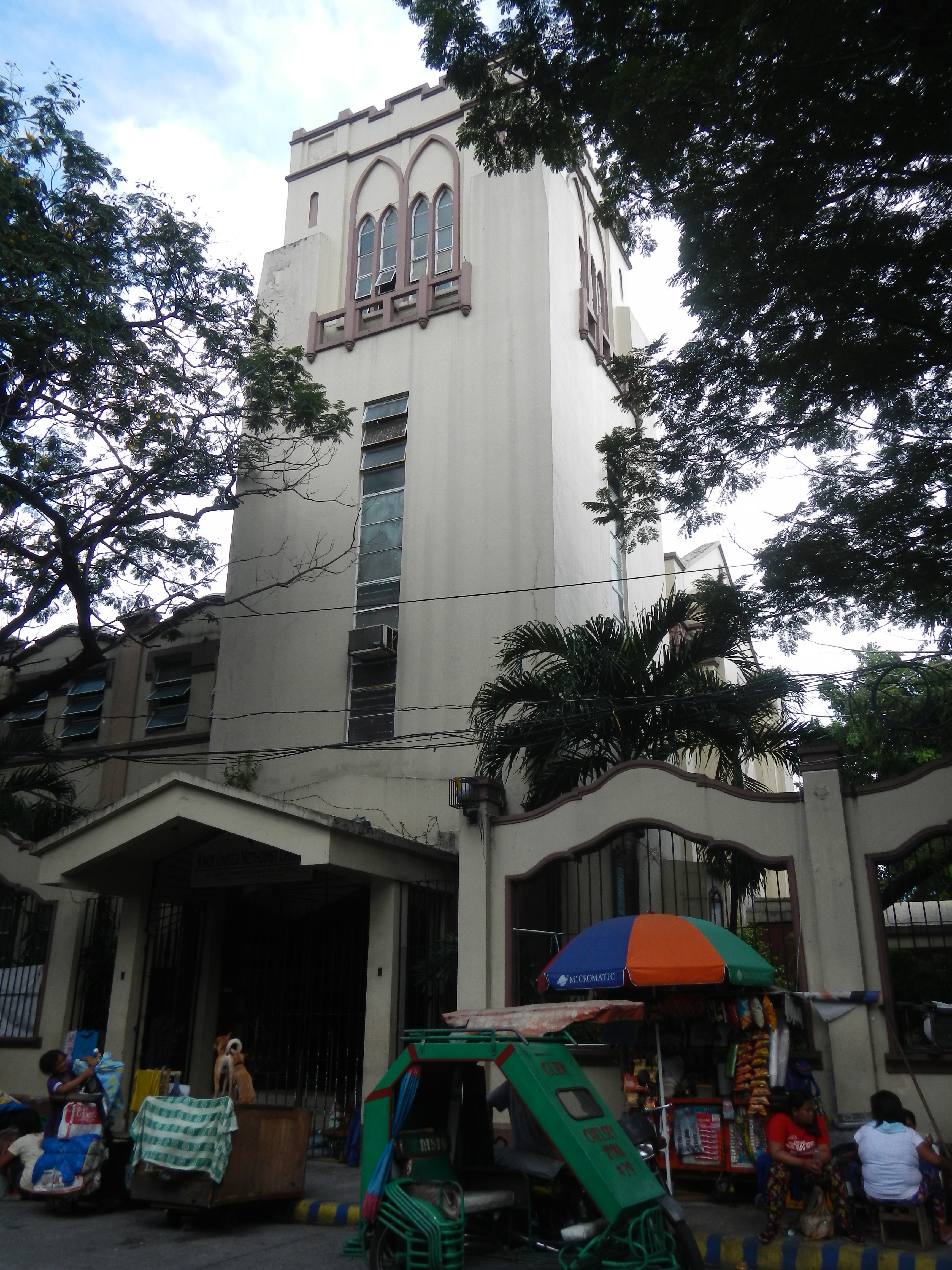
Объединенная методистская церковь Бетел-Нокс

### Гражданские учреждения

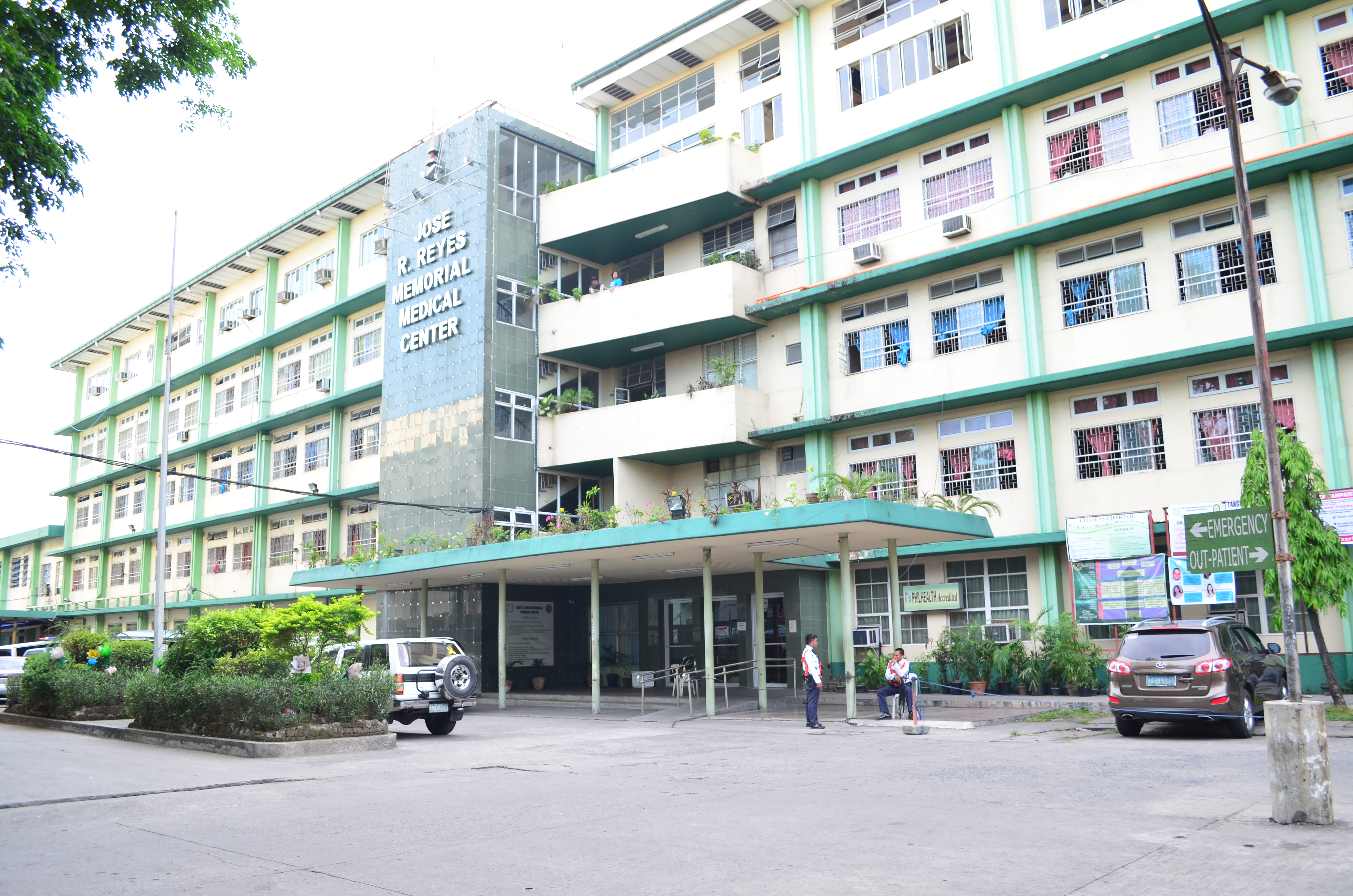
Мемориальный медицинский центр Хосе Рейеса
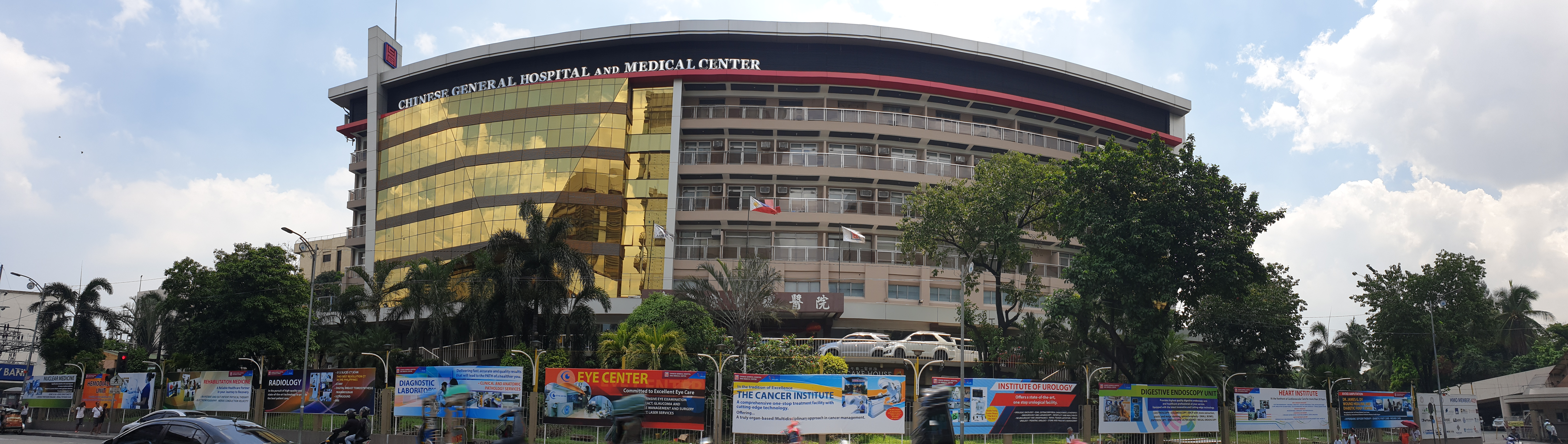
Китайская больница общего профиля
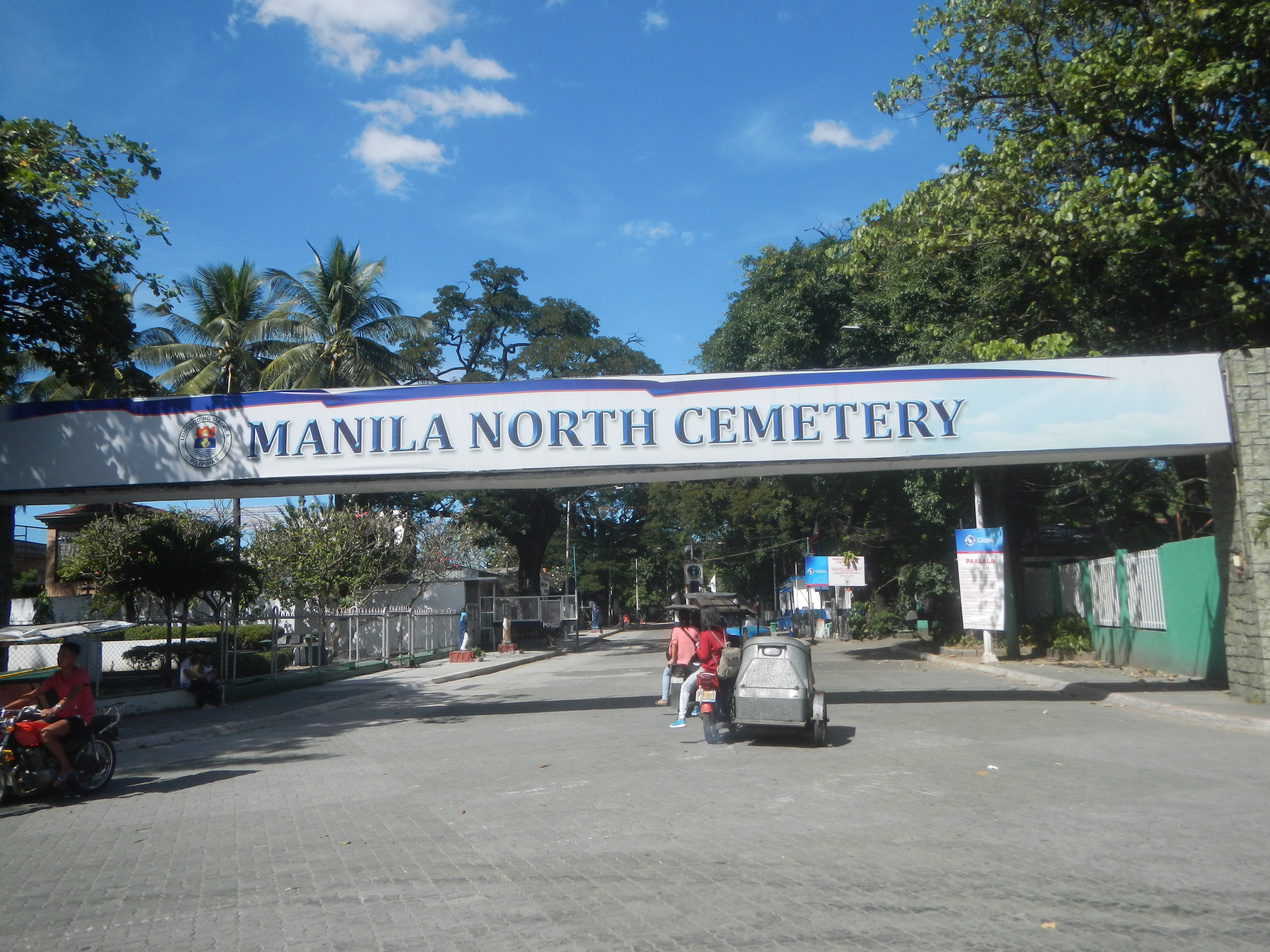
Северное кладбище Манилы
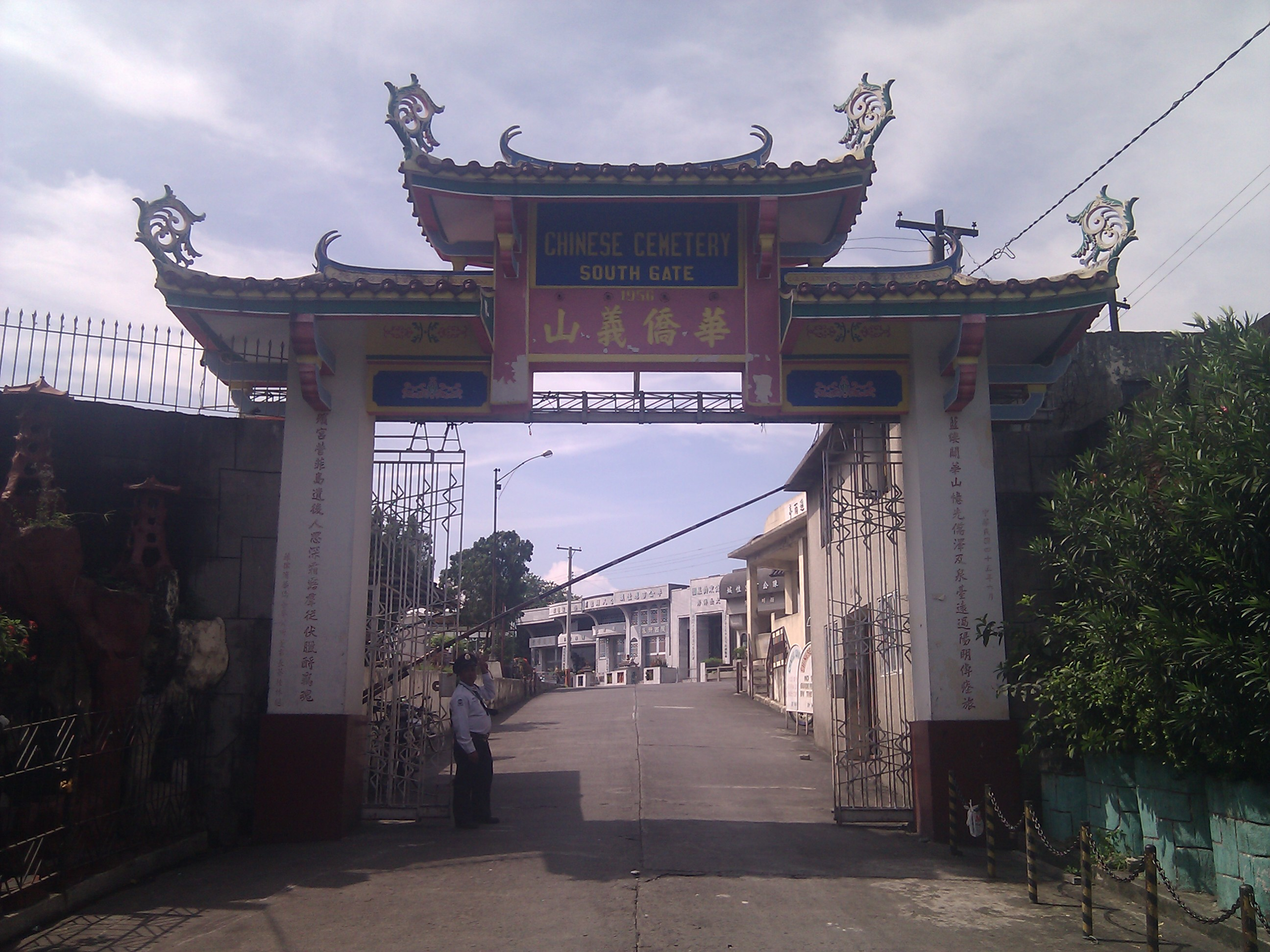
Китайское кладбище

### Коммерческие учреждения

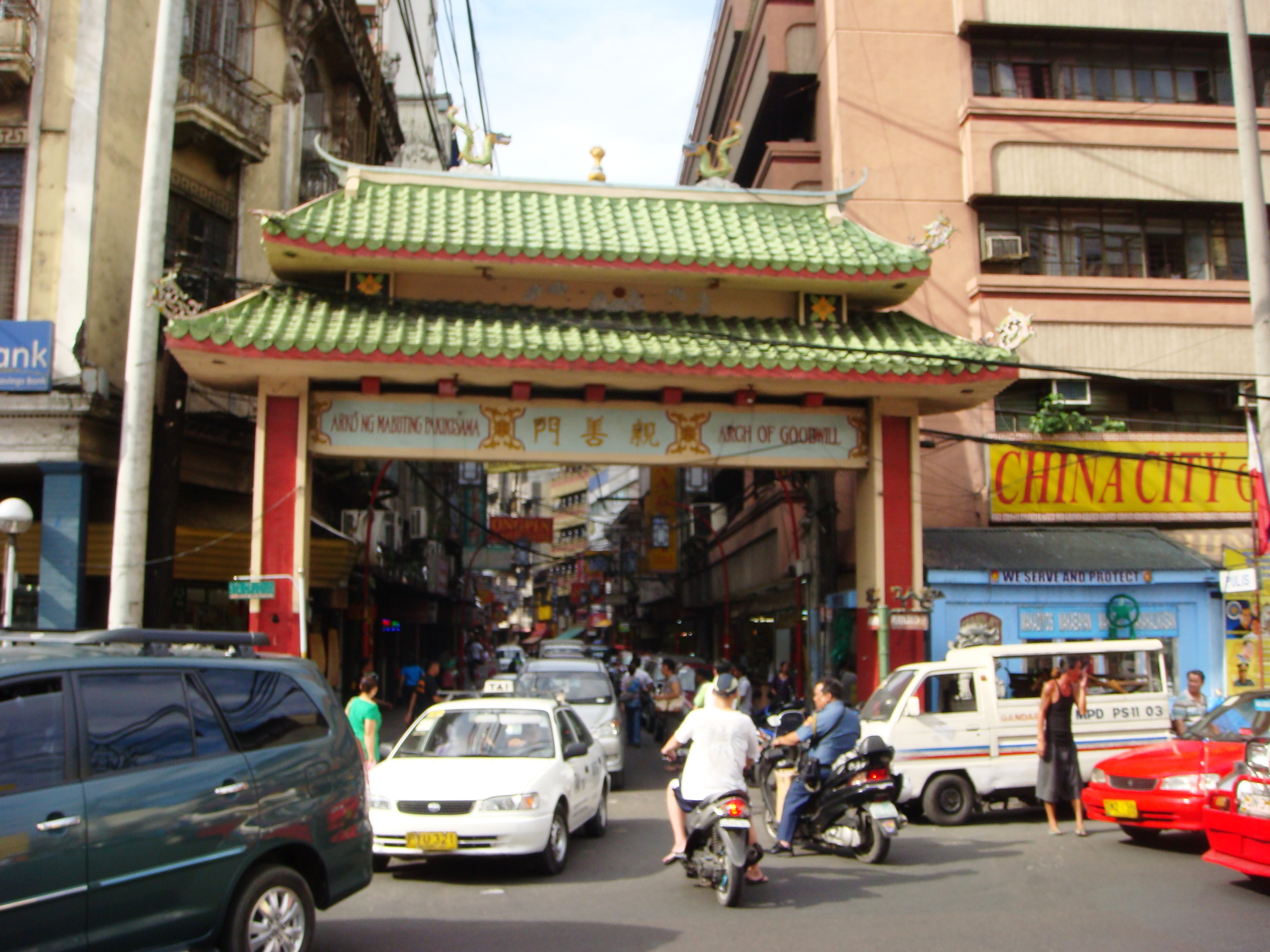
Китайский квартал (Пласа Санта-Крус), Третьи приветственные ворота (Арка доброй воли) на улицу Онгпин в сторону Бинондо.
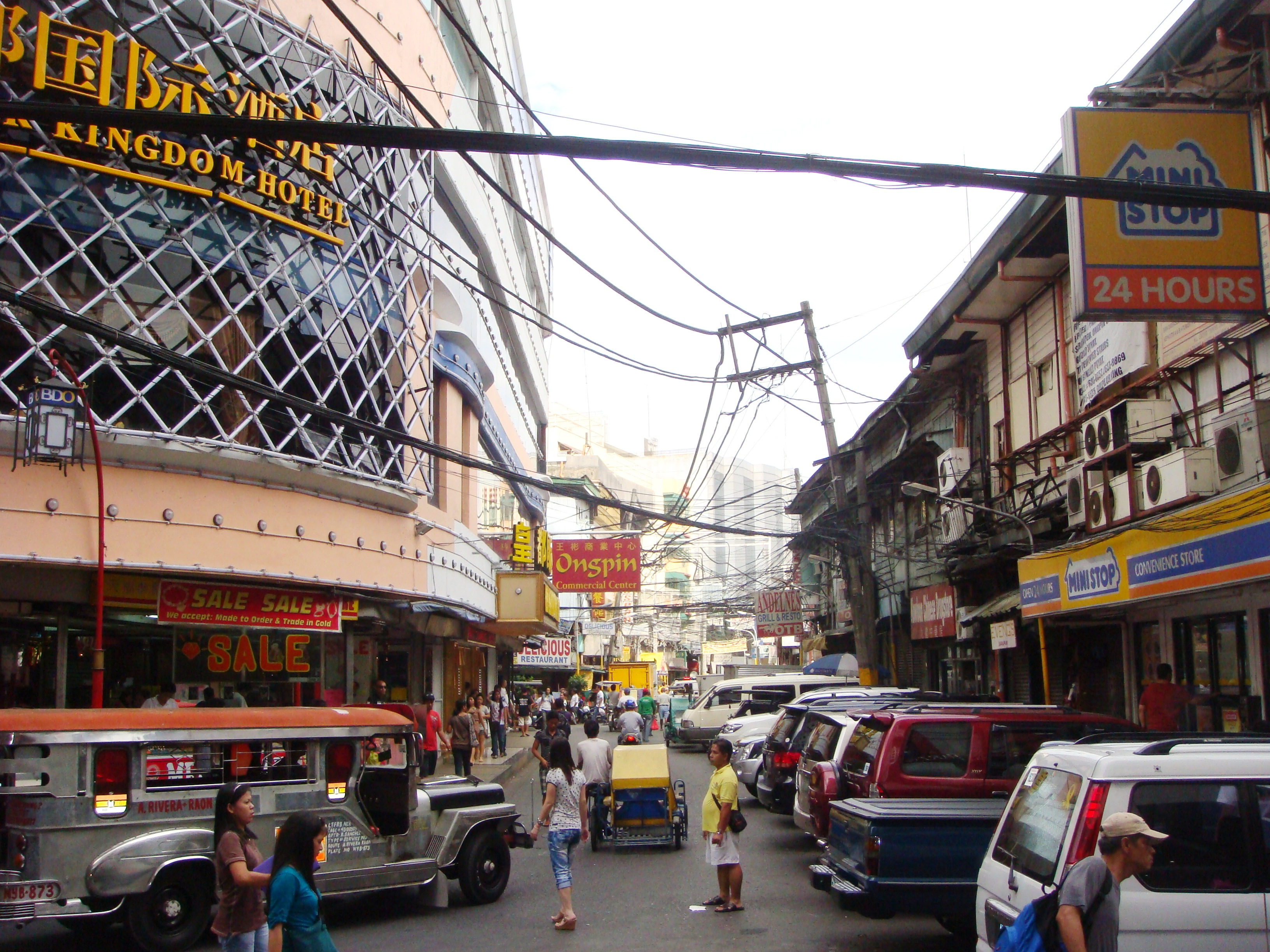
Коммерческий центр Онпин
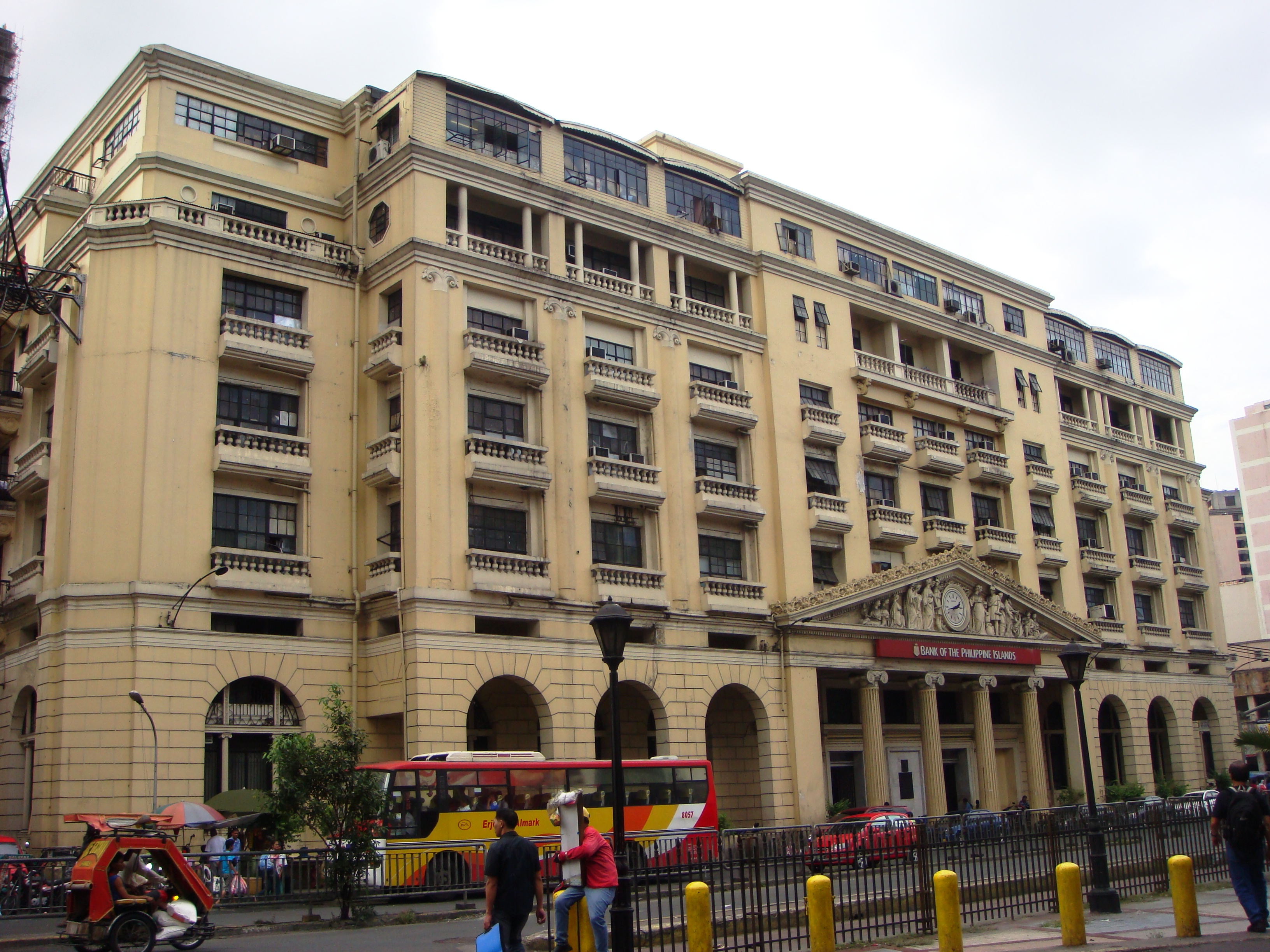
Банк Филиппинских островов в здании Дон Роман Сантос, неоклассическом греко-римском здании на площади Гоити (ныне площадь Лаксон)
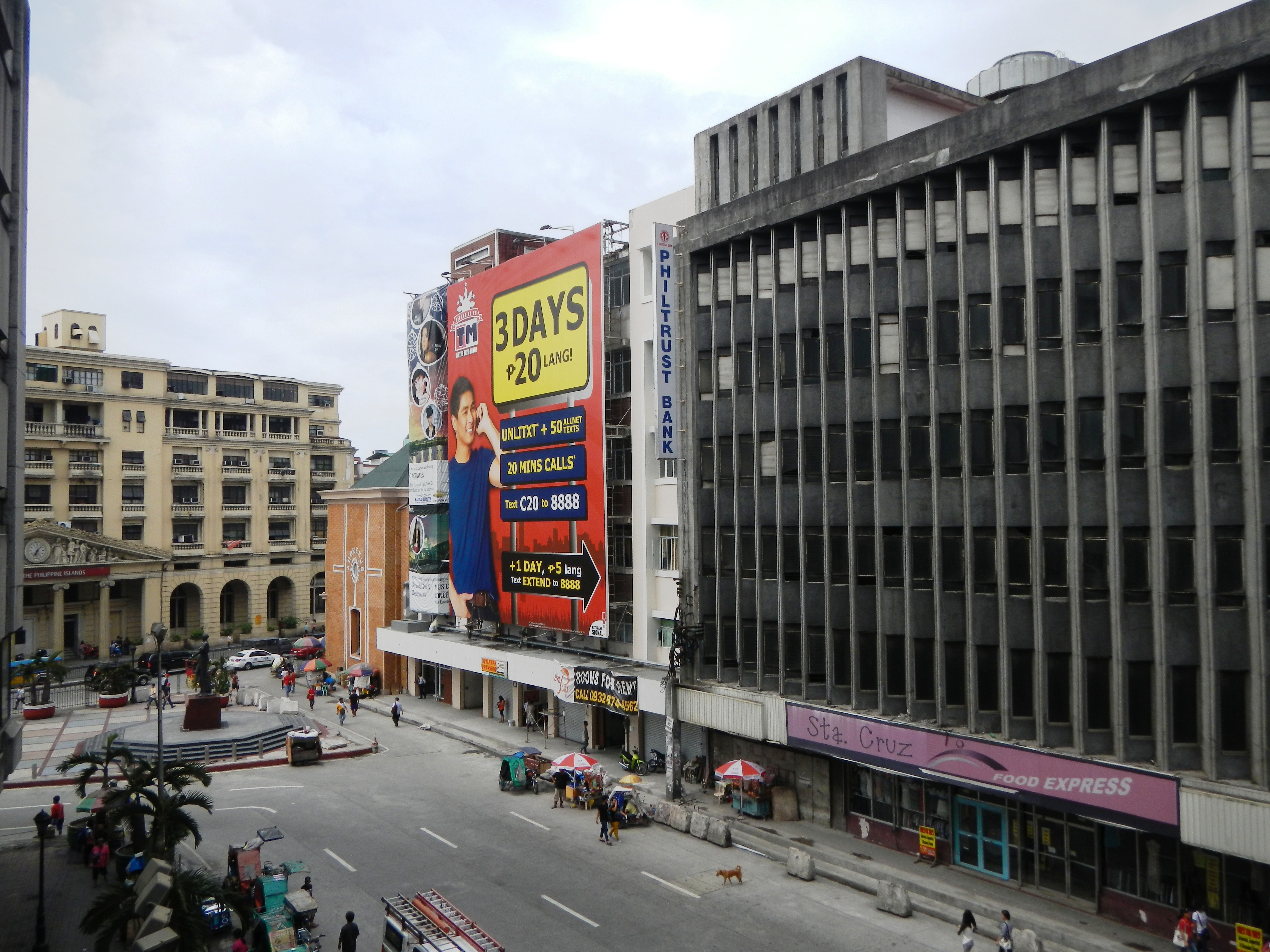
Улица Каррьедо на фоне Пласа Лаксон
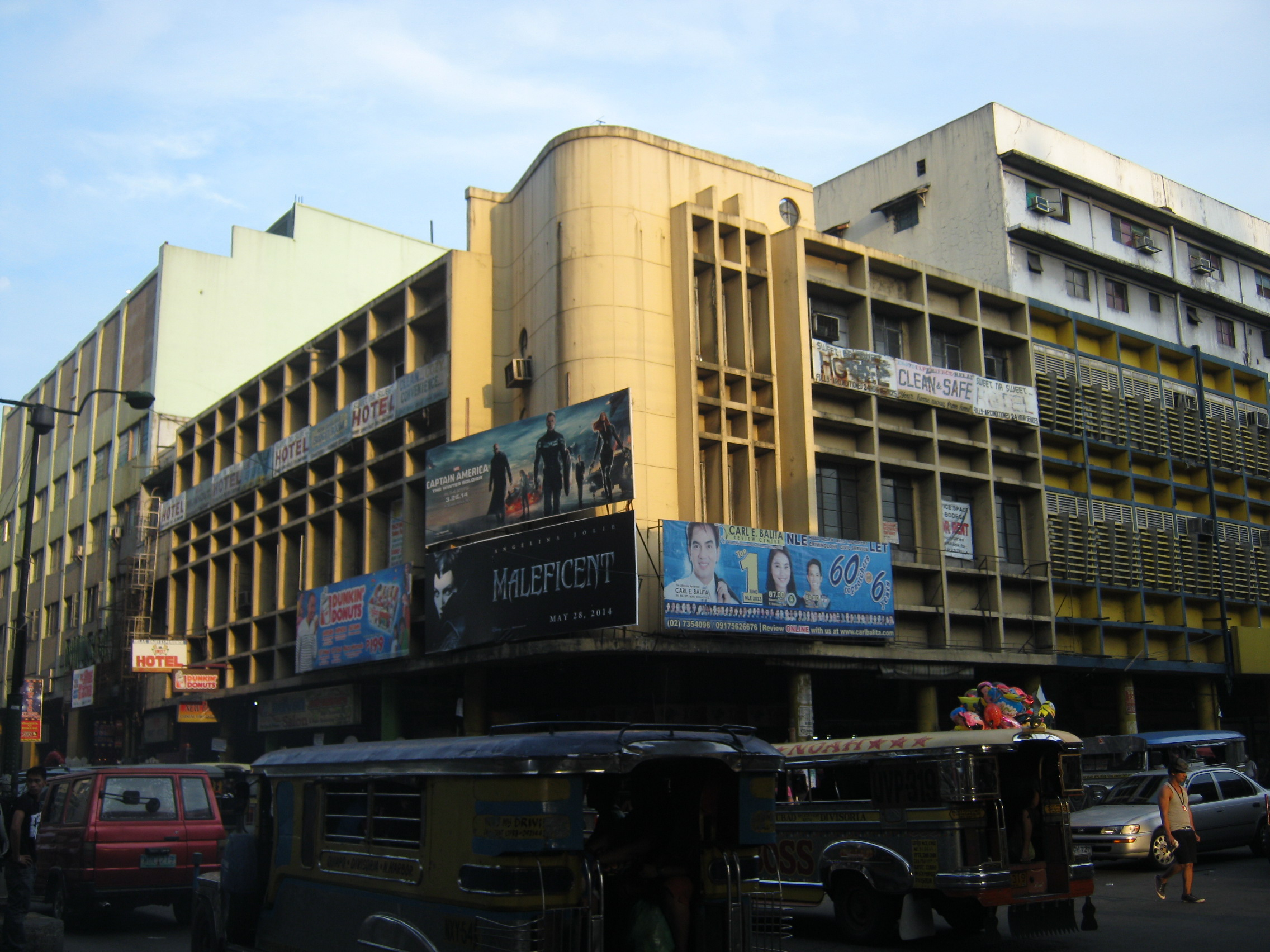
Коммерческие здания на проспекте Рисаля
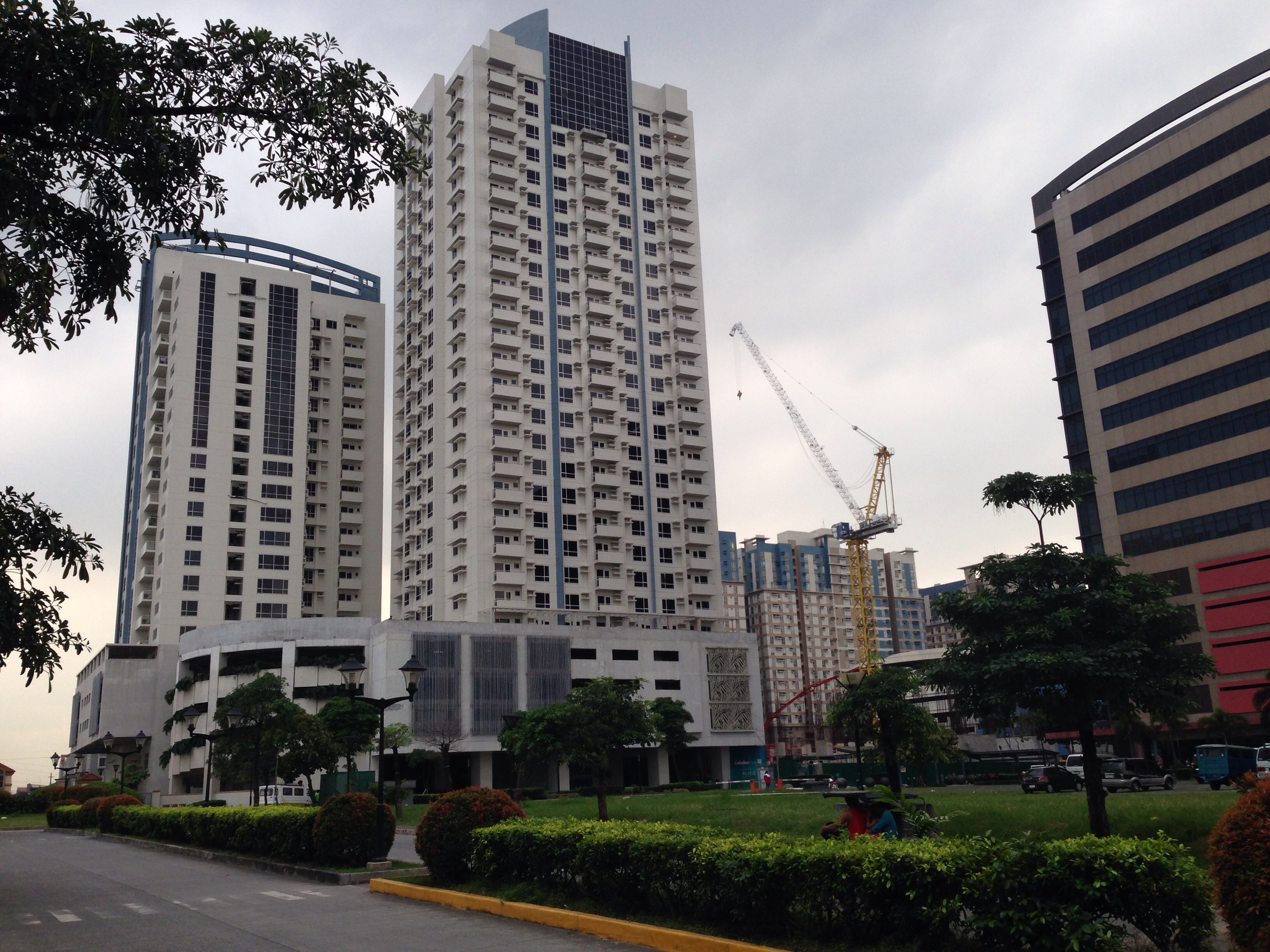
Сан-Ласаро туризм и бизнес-парк (ранее ипподром Сан-Ласаро)
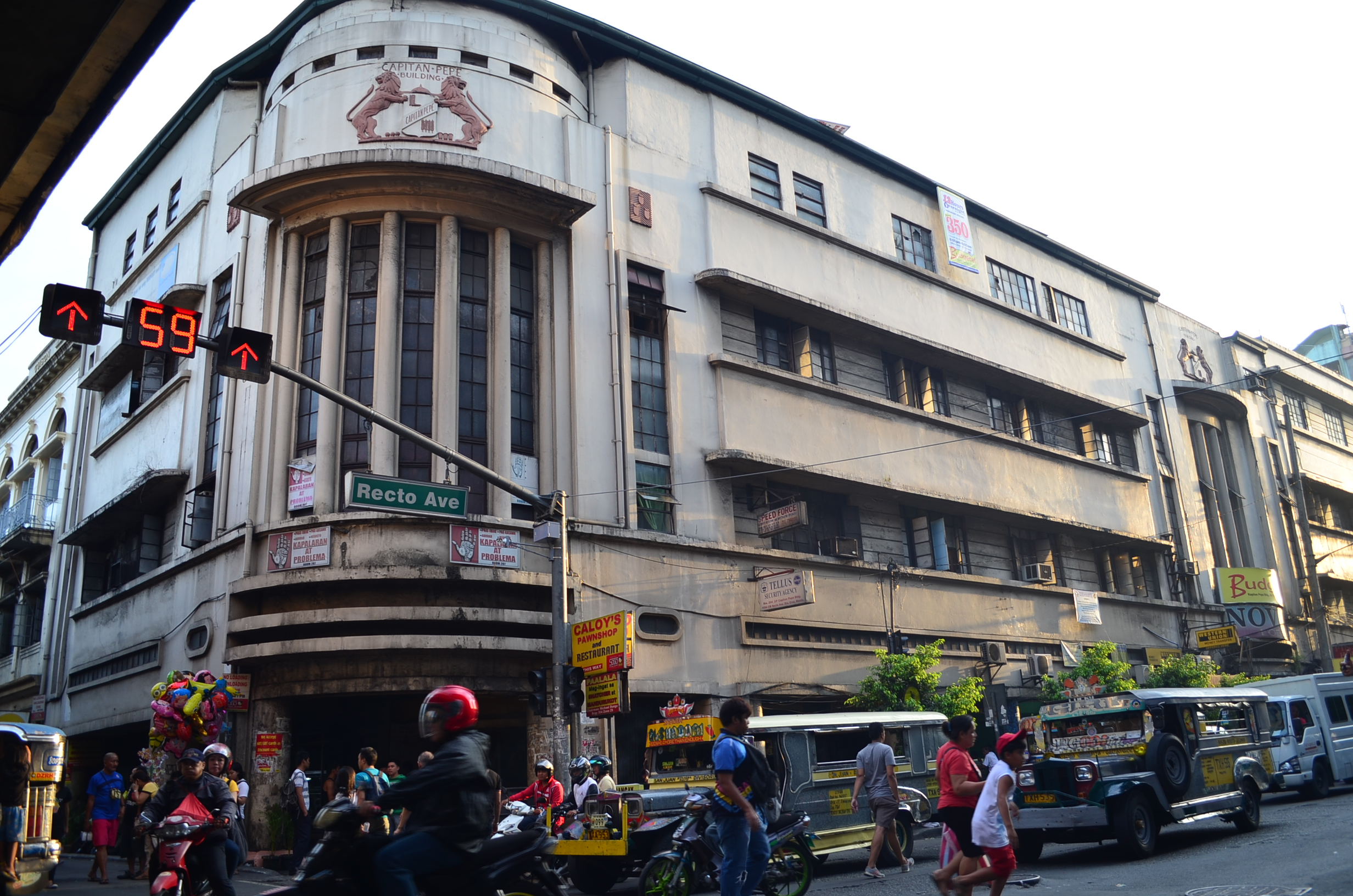
Здание капитана Пепе

### Резиденции

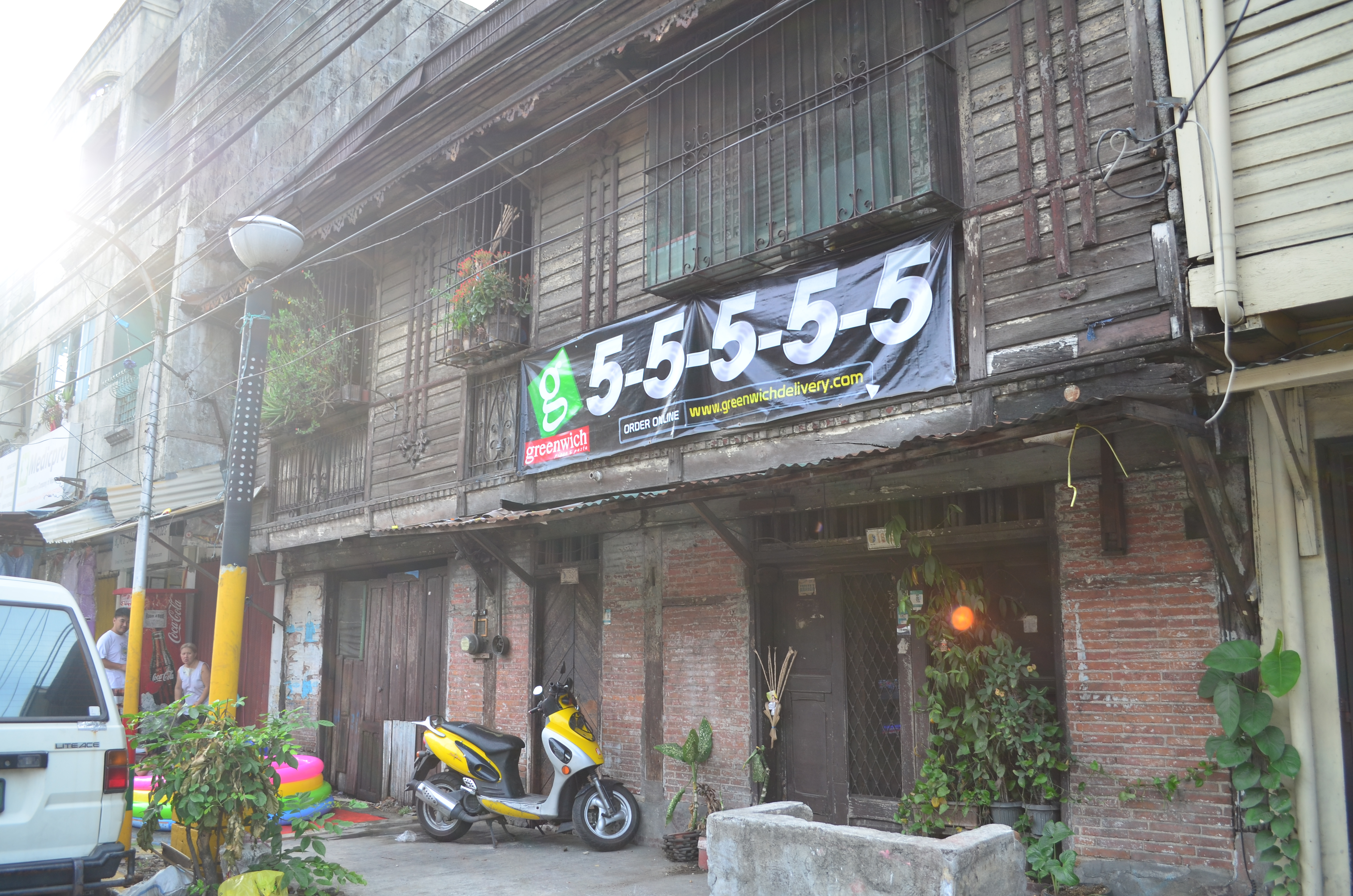
Каменный дом в Санта-Крус
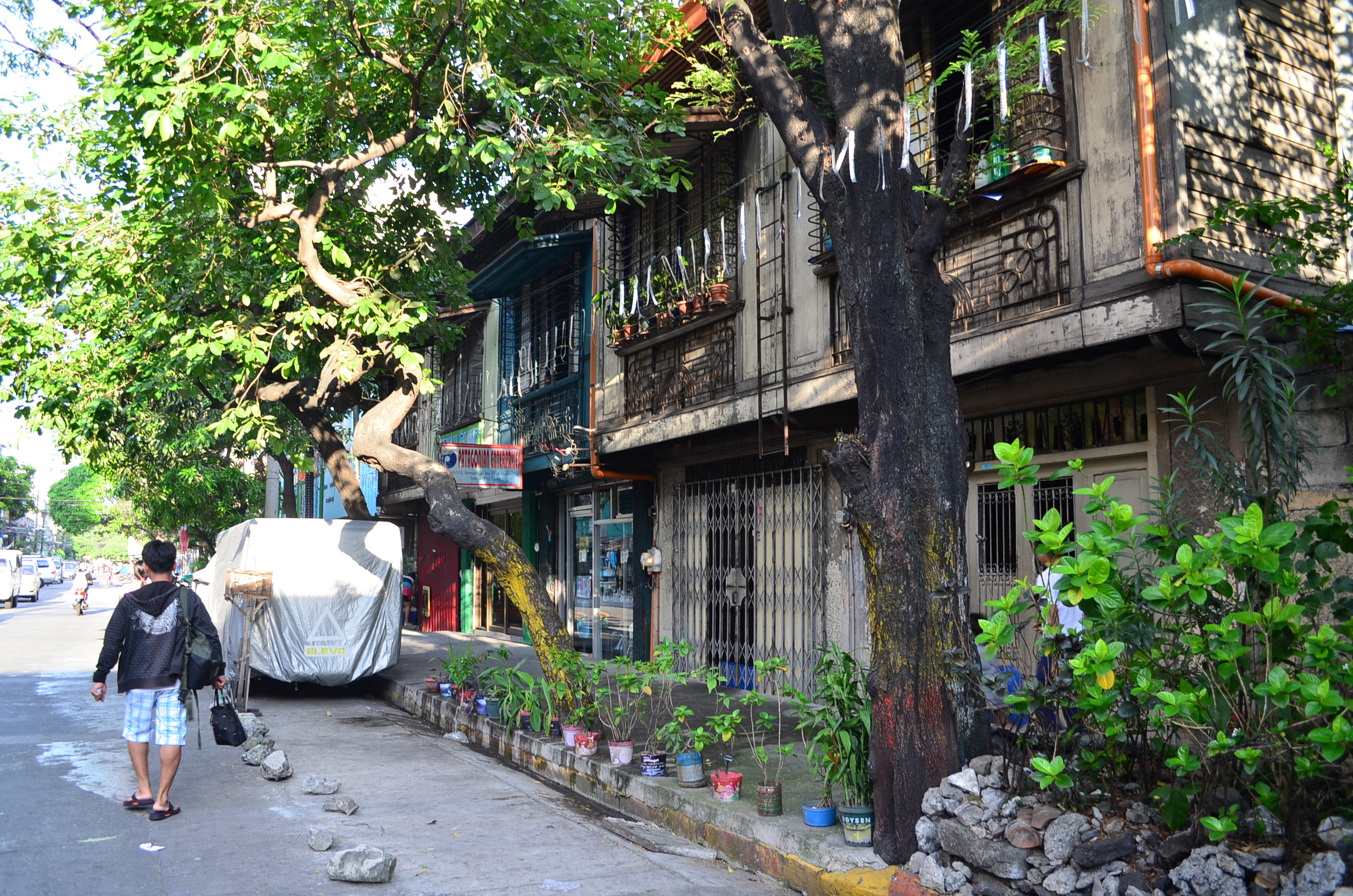
Каменный особняк в Санта-Крус
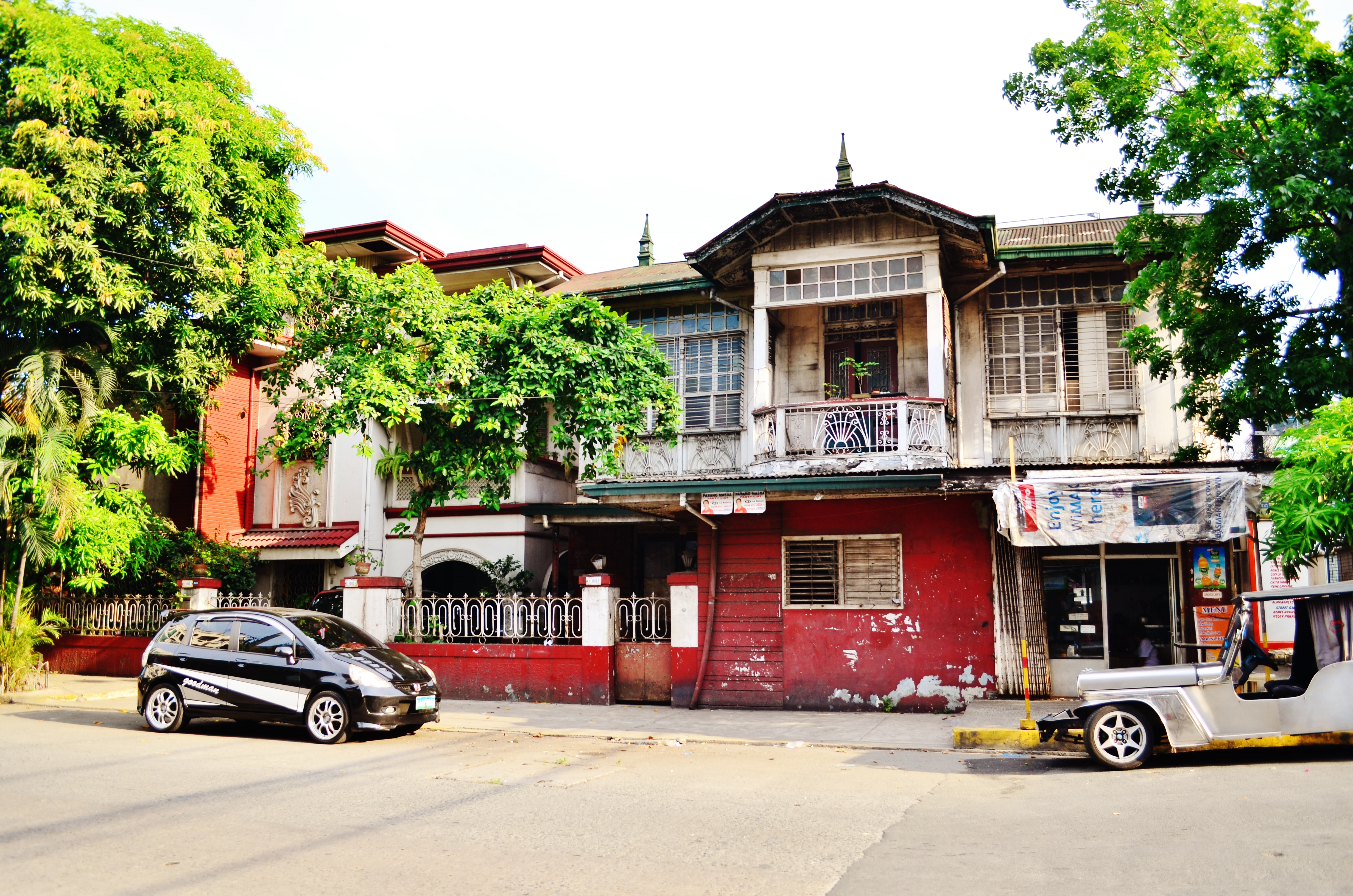
Историческая архитектура в Санта-Крус
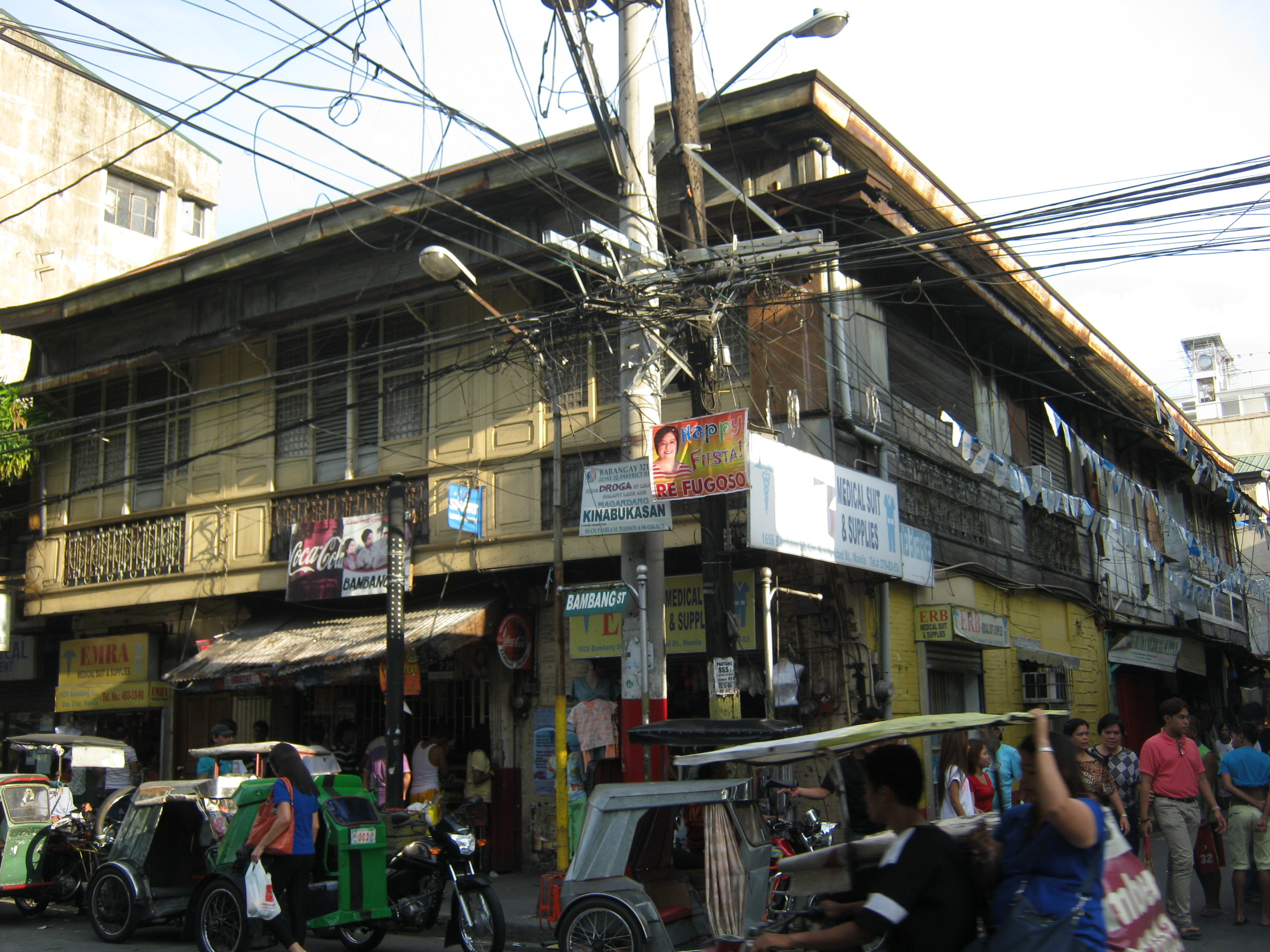
Каменный дом на проспекте Рисаля